# Kloster Lixheim
Das Kloster Lixheim in Lixheim, gegründet 1107, aufgehoben 1550/51, unterstand als Priorat dem Benediktinerkloster St. Georgen im Schwarzwald.

## Gründung
Das lothringische Männerkloster Lixheim in der Diözese Metz wurde im Jahr 1107 durch den St. Georgener Abt Theoger (1088–1119) gegründet. Der Abt war derjenige, der die Wünsche und Vorstellungen des Grafen Folmar V. von Metz († 1111) kanalisierte und in zumindest für das St. Georgener Kloster ertrag- und einflussreiche Perspektiven lenkte. Graf Folmar – er war auch der Vogt der Metzer Bischofskirche – stellte demnach seine Lixheimer Burg der Klostergründung zur Verfügung, ebenso Eigengüter in Lixheim und Saaralben und unterstellte die entstandene Mönchsgemeinschaft dem Schwarzwaldkloster. Diese Unterordnung Lixheims wurde erstmals in einem Diplom König Heinrichs V. (1106–1125) vom 28. Januar 1108 bestätigt. Aus der Urkunde geht zudem hervor, dass die Übereignung Lixheims an St. Georgen zum einen in Straßburg wohl zu Pfingsten 1107 und in Anwesenheit des Königs, zum anderen in Lixheim „über den Reliquien des heiligen Georg“ erfolgt war.
Weitere Bestätigungen der Unterordnung des Lixheimer Priorats unter das Kloster St. Georgen folgten: 1112 nochmals durch Kaiser Heinrich V., 1139 und 1179 in zwei St. Georgener Papsturkunden, 1163 durch Kaiser Friedrich Barbarossa während des alexandrinischen Papstschismas. In der Folgezeit blieb der Einfluss St. Georgens auf Lixheim gewahrt, zu 1265 wird gesagt, dass das Kloster an der Brigach die Vogtei über Lixheim innehabe, wahrscheinlich als Lehen ausgegeben.
1265 bestimmte Abt Dietmar von St. Georgen die Anzahl der Mönche in Lixheim auf zwölf mit einem Prior.

## Aufhebung
Gegen Mitte des 15. Jahrhunderts wurde Lixheim durch Armagnaken eingeäschert, 1525 im Bauernkrieg geschädigt, schließlich 1528 von den Benediktinern gegen eine Abfindung aufgegeben und 1550/51 säkularisiert. 1551 verhandelte Kurfürst Friedrich II. mit Papst Julius III. über die Aufhebung von Klöstern im Gebiet der Kurpfalz zugunsten der Universität Heidelberg, darunter die beiden ehemaligen St. Georgener Priorate Lixheim und Graufthal. Der Papst beauftragte seinen Legaten beim Reichstag Sebastian Pighinus, Erzbischof von Siponto-Manfredonia, mit der Untersuchung, der seinen Sekretär nach Lixheim schickte. Dieser besichtigte vor Ort die Klostergebäude und erfuhr die Geschichte von einem Gespenst, das darin umgehe, sodass niemand es wage, das Kloster nachts zu betreten, was der päpstliche Gesandte so zu Protokoll nahm.
An das Gespenst knüpfen folgende Erzählungen an: In der Zimmerischen Chronik schrieb Froben Christoph von Zimmern um 1564, dass Faust († um 1541) den Lixheimer Mönchen das Gespenst angehext habe:

„Den münchen zu Lüxhaim im Wassichin hat er ain gespenst in das closter verbannet, desen sie in vil jaren nit haben künden abkommen und sie wunderbarlich hat molestirt [belästigt], allain der ursach, das sie ine einsmals nit haben wellen übernacht behalten, darumb hat er inen den unrüebigen [unruhigen] gast geschafft.“

Der Kirchenhistoriker Wundt griff die Erzählung auf, ebenso der Ortshistoriker Girardin, der schrieb, das Gespenst sei der Geist des Ketzers Musculus († 1563). Letzteres mag dem Geiste nach stimmen, aber nicht den Zahlen nach, da Musculus damals noch lebte.
Im Dreißigjährigen Krieg sind die Klostergebäude durch schwedische Truppen endgültig zerstört worden.

## Belege
1. ↑  Franz Joseph Mone: Urkunden über Lothringen vom 12. bis 16. Jahrhundert. In: Zeitschrift für die Geschichte des Oberrheins. Band 13, Karlsruhe 1861, S. 62 f. Nr. 7
2. ↑  Zimmerische Chronik. Band 3, S. 530.
3. ↑  Daniel Ludwig Wundt: Eingezogene Klöster in Kurpfalz. In: Magazin für die Kirchen- und Gelehrten-Geschichte des Kurfürstenthums Pfalz. Band 1, Heidelberg 1789, S. 16 f.
4. ↑  Albert Girardin: Helleringen im ehemaligen Fürstentum Lixheim. Bad Neustadt an der Saale 1983, S. 23.